# Bellewalia
Bellewalia (Bellevalia Lapeyr.) – rodzaj roślin z rodziny szparagowatych. Obejmuje 74 gatunki występujące na obszarze od strefy śródziemnomorskiej do Azji Środkowej.
Nazwa naukowa rodzaju została nadana na cześć Pierre'a de Bellevala, żyjącego w latach 1558–1632 francuskiego botanika, założyciela Ogrodu Botanicznego w Montpellier.

## Morfologia

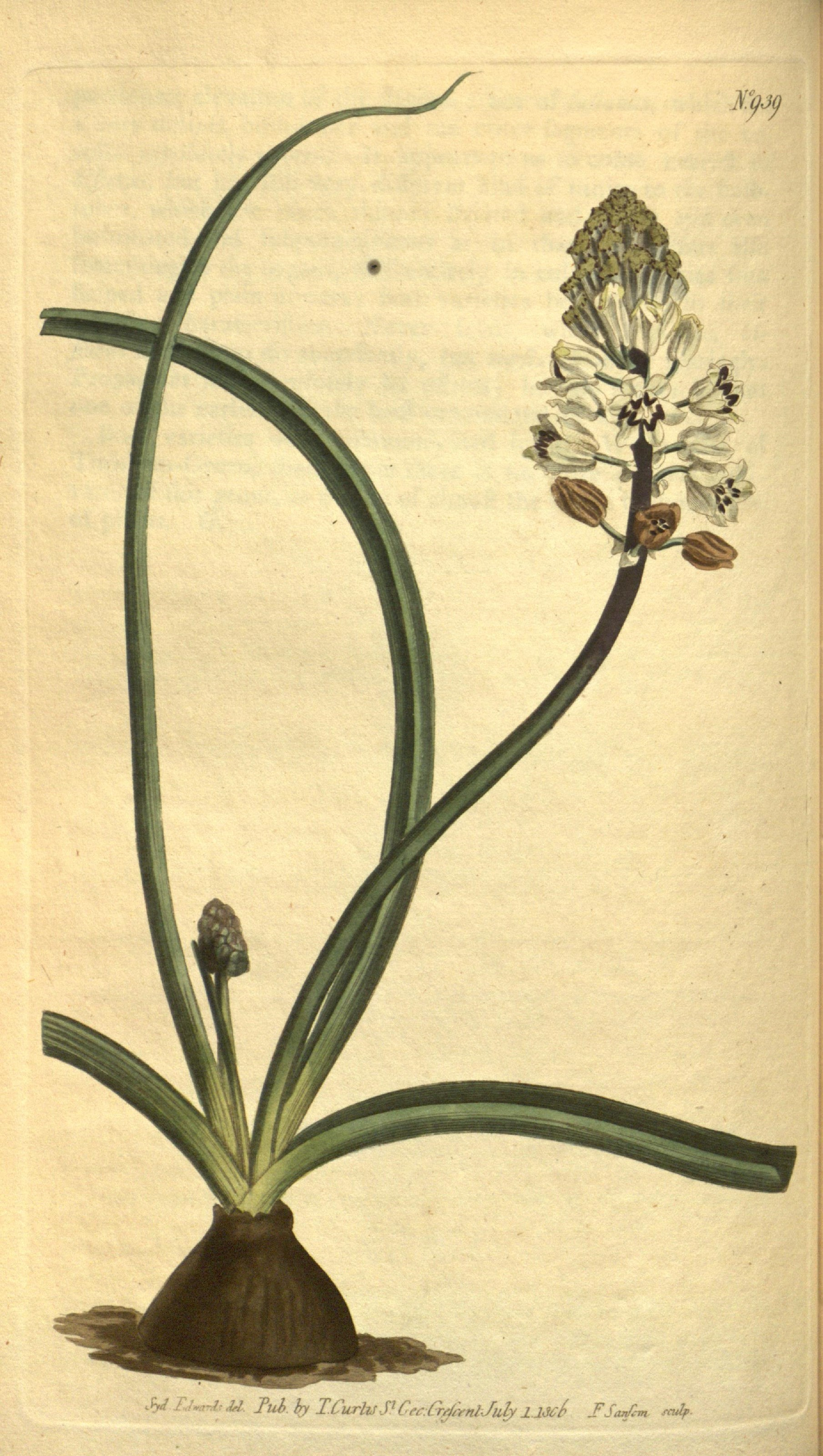
Bellewalia rzymska

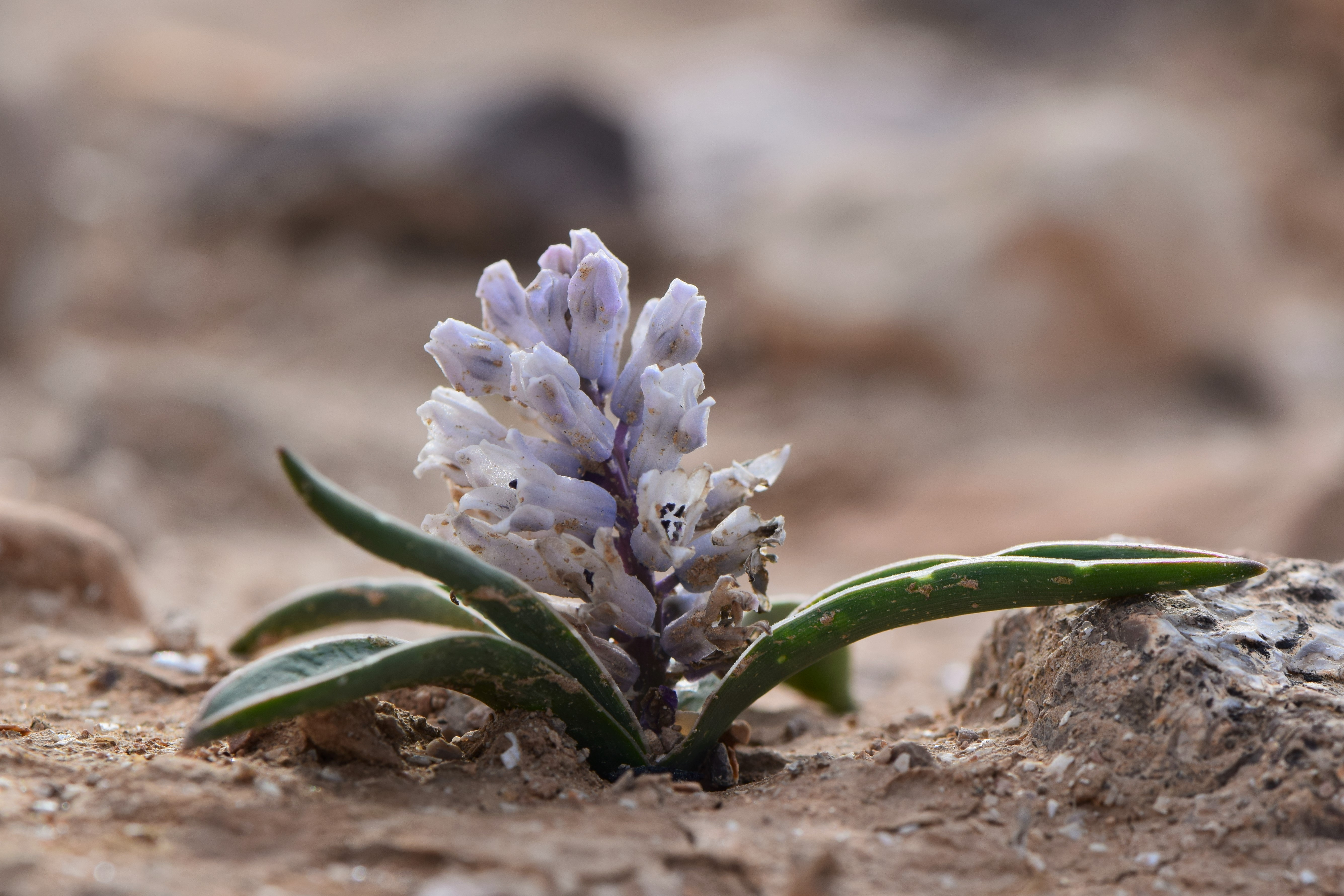
Bellevalia desertorum

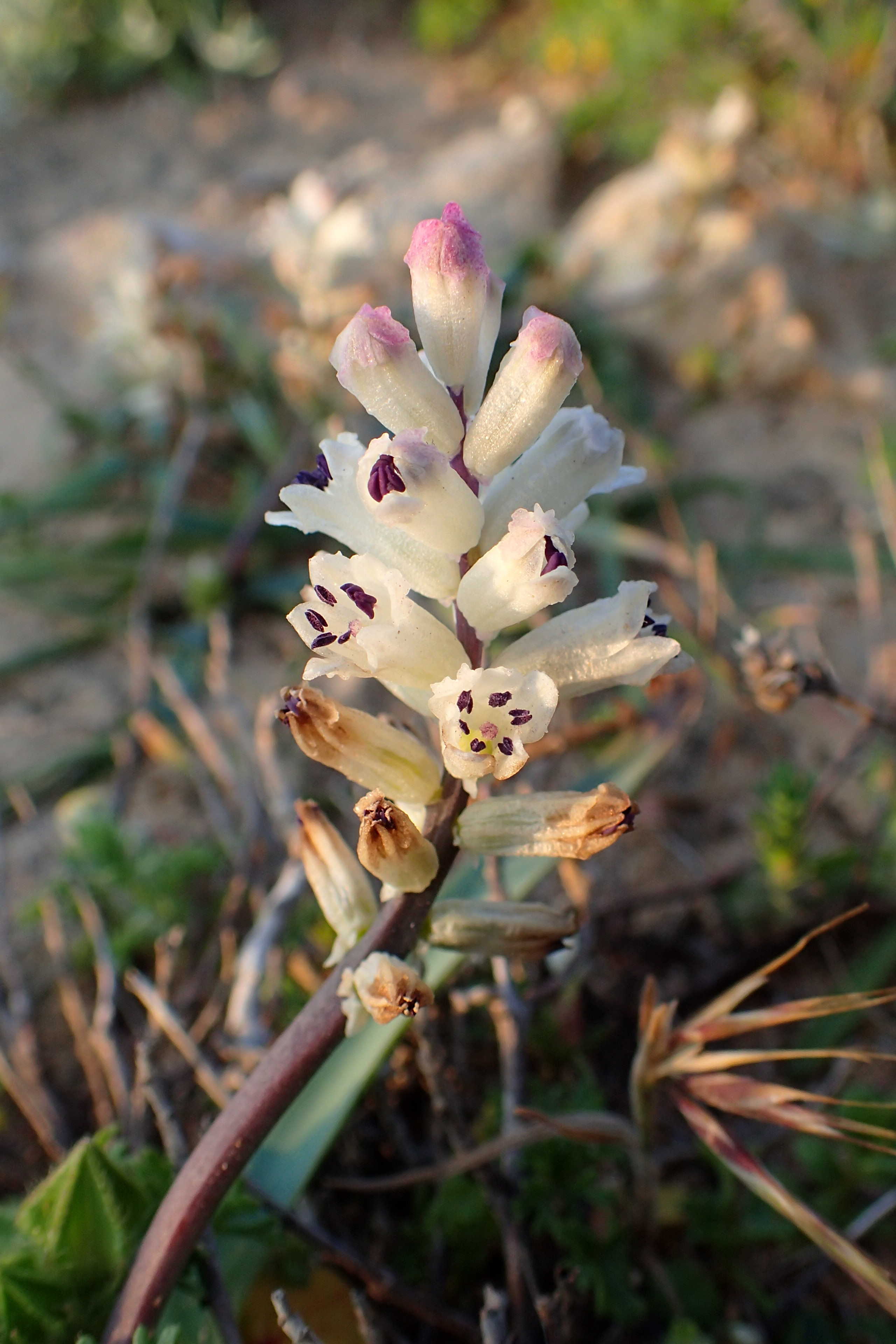
Bellevalia nivalis

PokrójWieloletnie rośliny zielne.
PędPodziemna cebula zbudowana z białych, łuskowatych liści spichrzowych i nasad liści właściwych, z brązową okrywą.
LiścieLiście odziomkowe, paskowate lub lancetowate.
KwiatyZebrane w grono, wyrastające na głąbiku. Niekiedy rośliny tworzą kilka kwiatostanów. Kwiaty zwykle lekko opuszczone, rzadko wzniesione. Okwiat rurkowaty, zrośnięty do ⅔ długości, powyżej wolny, odgięty, zielonkawobiały, żółty, brązowy, fioletowy lub niebieski. Często u roślin kolor kwiatów zmienia się z czasem. Nitki pręcików wystające z rurki okwiatu. Pylniki krótkie, niebieskie.
OwocePapierzaste, trójgraniaste, oskrzydlone torebki, zawierające kulistawe nasiona pokryte woskowatym nalotem, rzadziej podługowate i lśniące.
Gatunki podobneRóżni się od szafirków niezwężonym okwiatem na wysokości gardzieli, a także raczej białawymi lub brązowawożółtawymi, bladymi kwiatami.

## Systematyka
Pozycja systematycznaRodzaj z podplemienia Hyacinthinae, plemienia Hyacintheae, podrodziny Scilloideae z rodziny szparagowatych Asparagaceae.
Wykaz gatunków
- Bellevalia anatolica B.Mathew & Özhatay
- Bellevalia assadii Wendelbo
- Bellevalia aucheri (Baker) Losinsk.
- Bellevalia behcetii Pinar, Eroglu & Fidan
- Bellevalia brevipedicellata Turrill
- Bellevalia chrisii Yildirim & B.Sahin
- Bellevalia ciliata (Cirillo) T.Nees
- Bellevalia clusiana Griseb.
- Bellevalia crassa Wendelbo
- Bellevalia cyanopoda Wendelbo
- Bellevalia cyrenaica Maire & Weiller
- Bellevalia decolorans Bornm.
- Bellevalia densiflora Boiss.
- Bellevalia desertorum Eig & Feinbrun
- Bellevalia douinii Pabot & Mouterde
- Bellevalia dubia (Guss.) Schult. & Schult.f.
- Bellevalia edirnensis Özhatay & B.Mathew
- Bellevalia eigii Feinbrun
- Bellevalia feinbruniae Freitag & Wendelbo
- Bellevalia flexuosa Boiss.
- Bellevalia fominii Woronow
- Bellevalia galitensis Bocchieri & Mossa
- Bellevalia glauca (Lindl.) Kunth
- Bellevalia gracilis Feinbrun
- Bellevalia hermonis Mouterde
- Bellevalia heweri Wendelbo
- Bellevalia hyacinthoides (Bertol.) K.Perss. & Wendelbo
- Bellevalia juliana Bareka, Turland & Kamari
- Bellevalia koeiei Rech.f.
- Bellevalia koyuncui Karabacak & Yildirim
- Bellevalia kurdistanica Feinbrun
- Bellevalia leucantha K.Perss.
- Bellevalia longipes Post
- Bellevalia longistyla (Miscz.) Grossh.
- Bellevalia lypskyi (Miscz.) E.Wulff
- Bellevalia macrobotrys Boiss.
- Bellevalia malatyaensis Uzunh. & H.Duman
- Bellevalia mathewii Özhatay & Koçak
- Bellevalia mauritanica Pomel
- Bellevalia modesta Wendelbo
- Bellevalia montana (K.Koch) Boiss.
- Bellevalia mosheovii Feinbrun
- Bellevalia multicolor Wendelbo
- Bellevalia nivalis Boiss. & Kotschy
- Bellevalia olivieri (Baker) Wendelbo
- Bellevalia palmyrensis Feinbrun
- Bellevalia paradoxa (Fisch. & C.A.Mey.) Boiss.
- Bellevalia parva Wendelbo
- Bellevalia pseudofominii Özhatay & E.Kaya
- Bellevalia pseudolongipes Karabacak & Yildirim
- Bellevalia rixii Wendelbo
- Bellevalia romana (L.) Sweet – bellewalia rzymska
- Bellevalia salah-eidii Täckh. & Boulos
- Bellevalia sasonii Fidan
- Bellevalia saviczii Woronow – bellewalia Sawicza
- Bellevalia sessiliflora (Viv.) Kunth
- Bellevalia shiraziana Parsa
- Bellevalia sirnakensis (Yild.) Yild.
- Bellevalia sitiaca Kypriotakis & Tzanoud.
- Bellevalia speciosa Woronow ex Grossh.
- Bellevalia spicata (Raf.) Boiss.
- Bellevalia stepporum Feinbrun
- Bellevalia tabriziana Turrill
- Bellevalia tauri Feinbrun
- Bellevalia trifoliata (Ten.) Kunth
- Bellevalia tristis Bornm.
- Bellevalia turkestanica Franch.
- Bellevalia undulatifolia Özhatay, Gürdal & E.Kaya
- Bellevalia validicarpa Ponert
- Bellevalia vuralii B.Sahin & Aslan
- Bellevalia warburgii Feinbrun
- Bellevalia webbiana Parl.
- Bellevalia wendelboi Maassoumi & Jafari
- Bellevalia zoharyi Feinbrun

## Zastosowanie
Rośliny leczniczeBellewalia Sawicza stosowana w jest w tradycyjnej medycynie irackiego Kurdystanu do leczenia reumatyzmu i stanów zapalnych. W cebulach tych roślin obecny jest izoflawonod, ograniczający uwalnianie cytokin.
W cebulach Bellevalia eigii obecne są izoflawonoidy o działaniu cytotoksycznym i bakteriobójczym. Podobne działanie cytotoksyczne wykazują izoflawonoidy obecne w cebulach B. flexuosa.
Rośliny ozdobneZ uwagi na mniej atrakcyjne kwiaty niż u szafirków, bellewalie rzadko uprawie są jako rośliny ogrodowe. W uprawie spotyka się gatunki o niebieskiej barwie kwiatów.